# Alphamenes convexus
Alphamenes convexus är en stekelart som först beskrevs av Fox 1899.  Alphamenes convexus ingår i släktet Alphamenes och familjen Eumenidae. Inga underarter finns listade i Catalogue of Life.